# Onitis phartopus
Onitis phartopus là một loài bọ cánh cứng trong họ Bọ hung (Scarabaeidae).